# Дезертирство украинских военнослужащих во время вторжения России на Украину
Дезертирство из рядов Вооружённых сил Украины в ходе вторжения России на Украину приобрело значительные масштабы. По информации Генеральной прокуратуры Украины, с 24 февраля 2022 года по конец ноября 2024 года обвинения в дезертирстве были выдвинуты против более чем 100 тысяч украинских военнослужащих, что составляет около 10 % численности украинской армии. Чуть менее половины этих фактов приходятся на 2024 год, после старта агрессивной мобилизационной кампании, организованной властями Украины.

## История вопроса
В 2022 году за дезертирство было возбуждено 9000 уголовных дел, в 2023 году — 22 000, с января по сентябрь 2024 году — 51 000 (информация The Times). El Pais сообщила, что с января по август 2024 года было зафиксировано 45 543 случая дезертирства. Financial Times сообщила, что с января по октябрь 2024 года в отношении украинских военнослужащих, самовольно оставивших части, было возбуждено 60000 дел.
По данным BBC, с января по октябрь 2024 года было открыто 40 659 уголовных дел о самовольном оставлении части и 19 826 уголовных дел о дезертирстве, что в два с половиной раза превышает цифры за весь 2023 год. По данным источника ВВС в Генеральном штабе ВСУ, реальные цифры военнослужащих, самовольно оставивших часть или дезертировавших, составляют 100—150 тысяч человек.
По инфонмации Офиса генерального прокурора Украины, в 2024 году правоохранительные органы страны завели 66,2 тысячи уголовных дел о самовольном оставлении военнослужащими места службы (ст. 407 Уголовного кодекса Украины). По статье о дезертирстве (ст. 408) было начало 23,2 тысяч расследований.
С начала вторжения РФ на Украину было инициировано 122 тысячи расследований в отношении беглых военнослужащих.
В 2023 и 2024 годах количество фактов оставления места службы в ВСУ было настолько велико, что следователи смогли провести расследование лишь 7 % дел.
Дезертирство в рядах ВСУ обнажило ряд проблем украинской армии: проблемы управления, неоптимальную кампанию по мобилизации, усталость личного состава и недоукомплектованность подразделений на передовой.
Офицер 72 отдельной механизированной бригады ВСУ считает, что дезертирство является одной из причин, по которой украинские военные сдали Угледар. За несколько недель до падения города его обороняли лишь три батальона: один линейный и два стрелковых. Для защиты флангов командиры были вынуждены забирать из них подразделения. По словам офицера, каждая рота батальона должна состоять из 120 человек, но в некоторых их них было всего по 10 бойцов. Причины нехватки личного состава — боевые потери и дезертирство. Около 20 % украинских военнослужащих, пропавших без вести в означенных ротах, дезертировали.
В конце октября 2024 года сотни военнослужащих из 123 отдельной бригады территориальной обороны ВСУ покинули позиции во время обороны Угледара. Военные вернулись в Николаевскую область, и устроили акцию протеста. Среди требований военных было увеличения количества оружия и больше подготовки. Офицер из 123 бригады сообщил Financial Times, что в его подразделении не было за три года ни одной ротации. По состоянию на начало декабря 2024 года несколько военнослужащих 123 бригады находятся в следственном изоляторе, часть вернулась на фронт, некоторые скрываются.
Так как всем украинским мужчинам призывного возраста запрещено выезжать за границу, некоторые украинские военнослужащие дезертируют во время подготовки за рубежом.
Один из командиров подразделения аэроразведки ВСУ сообщил ВВС, что дезертирство является одной из причин потерь ВСУ. Немотивированные военные бросают позиции и уходят, в результате российские войска выходят с флангов на позиции, обороняемые мотивированными бойцами, которые по этой причине гибнут.
Многие украинские военные не возвращаются в части после отпуска по причине заболеваний.
По словам представителя Государственного бюро расследований Украины, прокуратура и военные выдвигают обвинения в адрес дезертиров только тогда, когда их не получается вернуть в части.
По информации Генштаба ВСУ, дезертирам оказывается психологическая поддержка.
Одной из причиной дезертирства называют моральное истощение.
Рост количества эпизодов дезертирства эксперты связывают с нехваткой украинских военнослужащих. Также военнослужащие ВСУ сталкиваются с нехваткой боеприпасов, что зачастую приводит к их гибели.
По мнению высокопоставленного украинского чиновника, которое приводит BBC, резкий рост случаев дезертирства в 2024 году связан с двумя основными факторами: усталостью и насильственной мобилизацией («бусификацией»). Он отмечает, что в основном дезертируют те, кто был насильно мобилизован и без достаточной подготовки направлен на передовую, либо морально истощённые военные, находящиеся на фронте с 2022 года. Отсутствие ротаций, отпусков и чётко закрепленного срока окончания службы усугубляет ситуацию.
Рост случаев дезертирства усложняет положение Украины. Преимущество Российской Федерации в количестве военных позволило увеличить темпы захвата территории до самого высокого уровня с 2022 года.
По мнению военных аналитиков, отсутствие ротации и отдыха для украинских военнослужащим привела к потерям личного состава.
По информации депутата Вадима Ивченко, члена Комитета Верховной Рады Украины по вопросам национальной безопасности, обороны и разведки, около 20 % дезертиров возвращаются к военной службе.
2 января 2024 года Главное управление разведки Министерства обороны Украины возбудило уголовное дело по фактам массового дезертирства со стороны личного состава  155 отдельной механизированной бригады ВСУ. По информации украинского журналиста Юрия Бутусова, всего дезертировало 1700 человек, 50 из них – ещё находясь на обучении во Франции.
К марту 2025 года в ряды ВСУ вернулось около 21000 ранее дезертировавших военнослужащих.

## Законодательство
В самом начале вторжения России на Украину Владимир Зеленский подписал закон о всеобщей мобилизации, согласно которому призыву на воинскую службу подлежали все мужчины с 27 до 60 лет. В апреле 2024 года призывной возраст был снижен до 25 лет.
В случае признания дезертира виновным ему грозит от 5 до 12 лет тюремного заключения. Самовольное оставление части наказывается заключением сроком от 5 до 10 лет.
20 августа 2024 года Верховная Рада отменила уголовную ответственность для тех, кто дезертировал в первый раз при условии возвращения в ряды ВСУ.
До конца ноября 2024 года военнослужащий мог сменить бригаду только в случае согласия его командира.
В соответствии с новым  законом, дезертир, вернувшийся к службе, может выбрать другую бригаду.
28 ноября 2024 года Владимир Зеленский подписал закон, согласно которому бойцы ВСУ, самовольно оставившие часть, освобождаются от ответственности, если они до 1 января 2025 года вернутся на место службы. Им даже будут возвращены все полагающиеся льготы, денежные выплаты, обеспечение вещами и питание. Воспользоваться такой возможностью можно будет лишь один раз. После возвращения военного его командир в течение 72 часов восстанавливает действие контракта и уведомляет о возвращении следственные органы. После этого самовольно оставивший часть попадает в резервный батальон, откуда будет уже распределён в воинскую часть кроме той, в которой он ранее проходил службу. Впоследствии срок был продлён до начала марта 2025 года.

## Оценки
По мнению украинского военного аналитика Александра Коваленко, проблема дезертирства в рядах ВСУ имеет ключевое значение. По его мнению, проблема будет усугубляться.
По мнению Сергея Гнездилова, украинского военнослужащего, публично сообщившего о своих планах дезертировать, в отношении которого было возбуждено уголовное дело после интервью Associated Press, замалчивание о проблеме дезертирства наносит вред Украине.